# المحيبل
المحيبل هو موقع أثري عبارة عن مستوطنة نبطية. يقع الموقع شمال مدينة تبوك الواقعة إلى الشمال الغربي من المملكة العربية السعودية.

## الوصف
يمثل الموقع أحد المستوطنات السكنية والزراعية المهمة في المنطقة الواقعة قبل مستوطنتي قُرَّية والصياني٬ على مسار الطريق التجاري القديم المُسمى درب البكرة الواصل بين الحجر والبتراء٬ ولا يستبعد أن يرجع الاستيطان بهذا الموقع إلى الفترة المدينية٬ إلا أنه لم تنفذ فيه دراسات ميدانية أو مجسات اختبارية مثل التي تمت في قُرَّية.